# Друга космічна швидкість

Траєкторії тіл, запущених з різними початковими швидкостями. Тіла A та B падають на Землю. Тіло C виходить на колову орбіту (перша космічна швидкість), D — на еліптичну орбіту. Тіло E, запущене з другою космічною швидкістю, покидає гравітаційне поле планети по параболі.

Дру́га космі́чна шви́дкість — мінімальна швидкість, яку необхідно надати пробному тілу, щоб воно змогло вийти за межі гравітаційного поля масивного небесного тіла. При її розрахунку вважають, що ніякі інші сили окрім гравітації на пробне тіло не діють (зокрема, нехтують спротивом повітря і припускають, що тіло не прискорює себе реактивним двигуном).
Друга космічна швидкість на поверхні сферично-симетричного тіла масою M і радіусом R виводиться із закону збереження енергії і дається формулою
{\displaystyle v_{2}={\sqrt {\frac {2GM}{R}}}},
де G — гравітаційна стала. Пробне тіло з такою початковою швидкістю відлітатиме від масивного тіла по параболі, його швидкість з часом прагнутиме до нуля, але пройдена відстань буде необмежено збільшуватись. Друга космічна швидкість сферично-симетричного тіла рівно в {\displaystyle {\sqrt {2}}} разів більша за першу космічна швидкість — швидкість, необхідну для обертання по коловій орбіті.
На поверхні Землі друга космічна швидкість дорівнює 11,2 км/с, а на великій висоті над поверхнею вона зменшуються (наприклад, якщо космічний апарат стартує з високої навколоземної орбіти).
Якщо тіло настільки компактне і масивне, що його друга космічна швидкість дорівнює швидкості світла, то покинути його гравітаційне поле вже неможливо, і таке тіло називається чорною дірою.

## Виведення формули

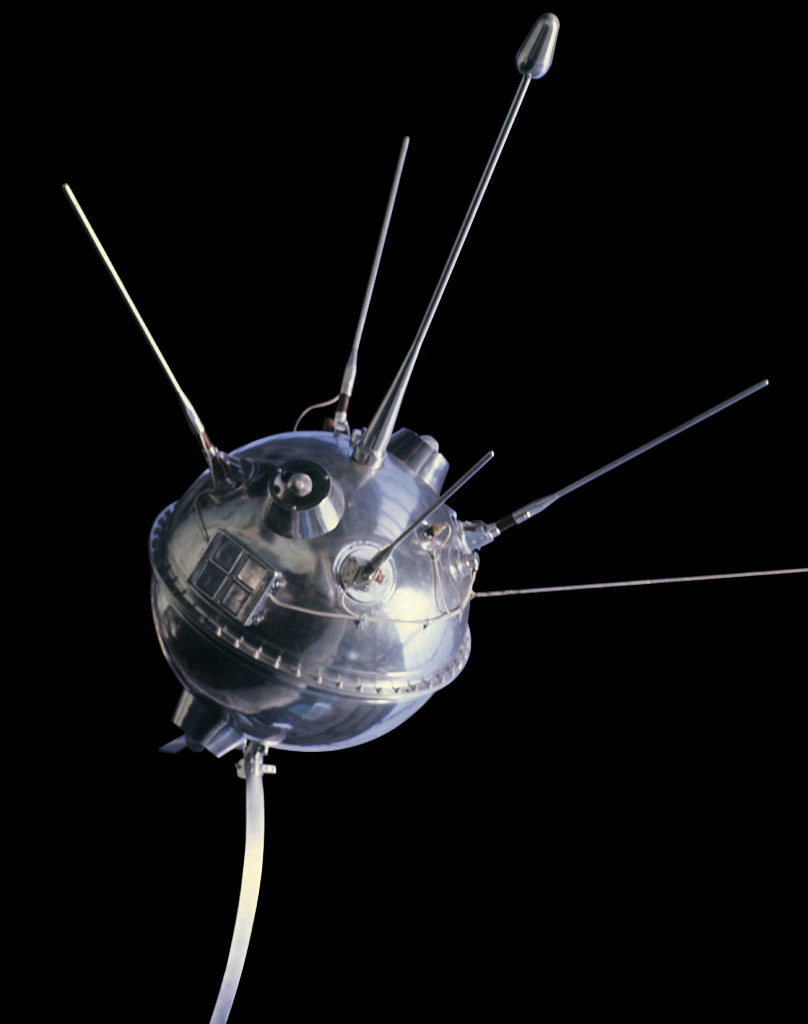
Луна-1, запущена в 1959 році, стала першим штучним об'єктом, який досяг другої космічної швидкості і вийшов з гравітаційного поля Землі

Розглянемо пробне тіло масою m, яке стартує з поверхні сферично-симетричного масивного тіла масою M і радіусом R, маючи на старті другу космічну швидкість v2. На старті його кінетична енергія становить
{\displaystyle K={\frac {mv_{2}^{2}}{2}}},
Потенціальна енергія на старті є від'ємною (бо тіло перебуває в потенціальній ямі) і дорівнює
{\displaystyle U=-G{\frac {mM}{R}}},
де G — гравітаційна стала.
Коли пробне тіло відійде дуже далеко від масивного тіла і вже матиме дуже малу швидкість, то і його кінетична енергія, і потенціальна енергія прямуватимуть до нуля. За законом збереження енергії, прирівнюючи сумарну енергію тіла на початку і в кінці руху, отримуємо
{\displaystyle {\frac {mv_{2}^{2}}{2}}-G{\frac {mM}{R}}=0},
Виражаючи з цього рівняння другу космічну швидкість v2, знаходимо
{\displaystyle v_{2}={\sqrt {\frac {2GM}{R}}}}
Важливо відмітити, що в розглядуваному сферично-симетричному випадку друга космічна швидкість рівно в {\displaystyle {\sqrt {2}}} разів більша за першу космічна швидкість,
{\displaystyle v_{2}={\sqrt {2}}v_{1}}
В цьому виведенні ми припускали, що маса m набагато менша за M, тобто m << M. Саме це ми мали на увазі, називаючи M «масивним тілом», а m — «пробним тілом» (тобто таким, яке пробує своїм рухом гравітаційне поле масивного тіла, але нездатне вплинути на нього своєю гравітацією).

## Гравітаційний радіус
При певному значенні радіуса планети чи будь-якого іншого тіла значення другої космічної швидкості дорівнює швидкості світла. Це значення радіуса для тіла масою M визначається формулою
{\displaystyle R_{g}={\frac {2MG}{c^{2}}}},
де c — швидкість світла, й називається гравітаційним радіусом тіла. Теорія відносності стверджує, що жодна інформація не може розповсюджуватися швидше за швидкість світла, а, отже, тіло з розмірами меншими за гравітаційний радіус, значення якого залежить від його маси, не відпускає від себе жоден фізичний об'єкт, навіть світло. Такі тіла називаються чорними дірами.

## Друга космічна швидкість на різних небесних тілах
Друга космічна швидкість є більшою для великих і щільних небесних тіл та меншою — для малих тіл малої густини. Для невеликих астероїдів друга космічна швидкість настільки мала, що її можна досягнути, відштовнувшись ногами від поверхні. Натомість для чорних дір вона є настільки великою, що навіть світло не може їх покинути.
Перша та друга космічні швидкості для деяких небесних тіл представлені в таблиці:
| Небесне тіло                  | Маса (у масах Землі) | v1, км/с       | v2, км/с  |
| ----------------------------- | -------------------- | -------------- | --------- |
| Енцелад                       | 1,8×10−5             | 0,169          | 0,239     |
| Церера                        | 1,57×10−4            | 0,37           | 0,52      |
| Місяць                        | 0,0123               | 1,678          | 2,4       |
| Меркурій                      | 0,0553               | 3,005          | 4,3       |
| Венера                        | 0,815                | 7,325          | 10,4      |
| Земля                         | 1                    | 7,91           | 11,2      |
| Марс                          | 0,107                | 3,546          | 5,0       |
| Юпітер                        | 317,8                | 42,58          | 59,5      |
| Сатурн                        | 95,2                 | 25,535         | 35,5      |
| Уран                          | 14,54                | 15,121         | 21,3      |
| Нептун                        | 17,1                 | 16,666         | 23,5      |
| Сонце                         | 332 940              | 437,047        | 618,1     |
| Білий карлик Сіріус B         | 338 933              | 4 800          | 6800      |
| Нейтронна зоря PSR J0348+0432 | бл. 670 000          | 143000 ± 10000 | ~ 200 000 |